# Chris de Burgh
Chris de Burgh, all'anagrafe Christopher John Davison (Venado Tuerto, 15 ottobre 1948), è un cantautore e musicista irlandese naturalizzato britannico.
Ha avuto grande successo in Irlanda, Gran Bretagna e negli Stati Uniti d'America con il brano del 1986 The Lady in Red e ancor prima, nel 1984, con High On Emotion.

## Biografia

### Origini
Chris de Burgh nacque a Venado Tuerto, in Argentina, dal colonnello Charles Davison, un diplomatico britannico, e da una segretaria irlandese. Suo nonno materno era Sir Eric de Burgh, un ufficiale dell'esercito britannico che era stato capo dello stato maggiore generale in India durante la seconda guerra mondiale. Ha preso il nome di sua madre, "de Burgh", quando ha iniziato ad esibirsi. Suo padre aveva notevoli interessi agricoli e Chris trascorse gran parte dei suoi primi anni a Malta, Nigeria e Zaire, come lui, sua madre e suo fratello accompagnarono il colonnello Davison sul suo lavoro diplomatico e ingegneristico.
I Davison finalmente si stabilirono a Bargy Castle, Contea di Wexford, in Irlanda, che era un po' fatiscente al momento. Era un castello del XII secolo che Eric de Burgh acquistò negli anni sessanta. Lo ha convertito in un hotel, e il giovane Chris ha cantato per gli ospiti come intrattenimento.
Dopo aver frequentato il Marlborough College nel Wiltshire, in Inghilterra, de Burgh ha continuato gli studi laureandosi al Trinity College di Dublino, dove ha anche conseguito un Master in francese, inglese e storia.

## Vita privata
Dal matrimonio con Diane, sposata nel 1977, sono nati due figli maschi e Rosanna Davison, cantante, attrice e Miss Mondo 2003.

## Discografia
- 1974 – Far Beyond These Castle Walls
- 1975 – Spanish Train And Other Stories
- 1977 – At the end of a perfect day
- 1979 – Crusader
- 1980 – Eastern Wind
- 1981 – Best Moves
- 1982 – The Getaway
- 1984 – Man on the Line
- 1986 – Into the Light
- 1988 – Flying Colours
- 1989 – Spark To A Flame
- 1990 – High on Emotion (live from Dublin)
- 1992 – Power of Ten
- 1994 – This Way Up
- 1995 – Beautiful Dreams
- 1997 – The Love Songs
- 1999 – Quiet Revolution
- 2001 – Notes from Planet Earth - The Collection
- 2002 – Timing Is Everything
- 2004 –  The Road to Freedom
- 2004 – Missing You - The Collection
- 2005 – Live in Dortmund
- 2006 – The Storyman
- 2007 – Chris De Burgh - Silver Collection
- 2008 – Footsteps Special Edition
- 2009 – Quiet Moments - Live in Scotland
- 2010 –  Moonfleet & Other Stories
- 2011 – Footsteps 2
- 2012 – Home
- 2014 – The Hands Of Man
- 2016 – A Better World